# Van Rhemen

Van Rhemen (ook: Van Rhemen van Rhemenshuizen) is een geslacht van oude Münsterse en Gelderse adel waarvan leden sinds 1814 tot de Nederlandse adel behoren en dat in 1951 uitstierf.

## Geschiedenis
De stamreeks begint met Evert van Rhemen, heer van Ravenhorst, knape, die vermeld wordt vanaf 1370 en streed in de Slag bij Baesweiler in 1371; hij overleed voor 23 september 1389. Drie nazaten werden bij keizerlijk Frans besluit van 27 januari 1813 verheven tot baron de l'Empire. Bij Souvereine Besluiten van 28 augustus en 7 oktober 1814 werden twee leden van het geslacht benoemd in de ridderschap; bij KB van 14 september 1819 volgde erkenning van de titel van baron. In 1951 stierf het geslacht uit met Jacoba Elisabeth barones van Rhemen (1869-1951), echtgenote van burgemeester August Eduard Zimmerman (1861-1926).

### Kasteel de Gelderse Toren

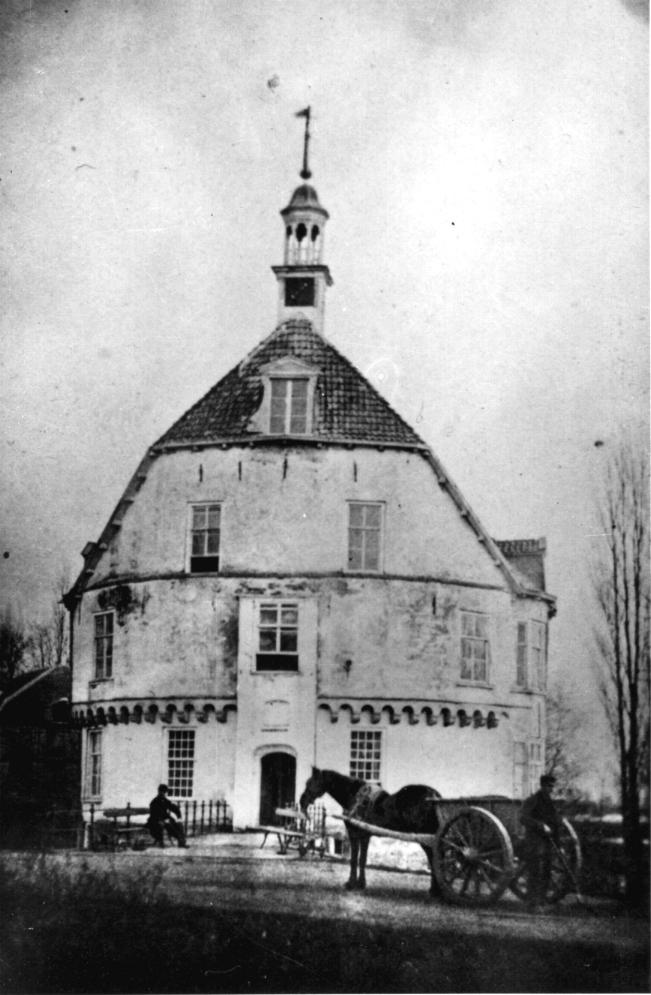
Het kasteel voor de renovatie van 1868

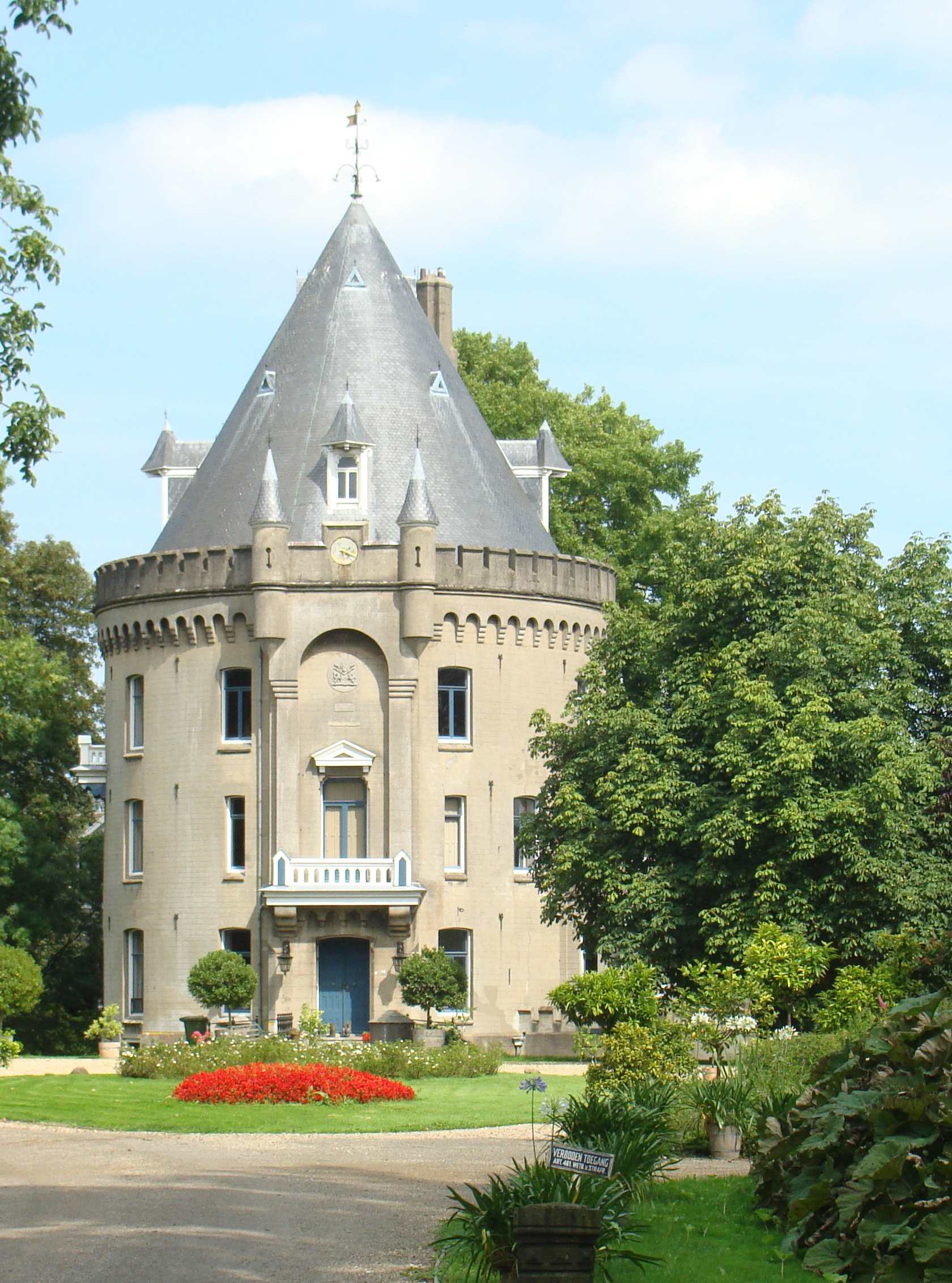
De Gelderse Toren in 2011

Gerrit Jan van Rhemen tot Rhemenshuizen en Sinderen (1682-1748) trouwde in 1707 met Fenna Helena Aleida van Broeckhuysen (1672-1754). In 1764 erfde hij de onroerende goederen van zijn zwager Willem, waaronder kasteel de Gelderse Toren. De volgende anderhalve eeuw bleef de toren in het bezit van de familie.
In de 19e eeuw werden kasteel en landgoed door de familie grondig vernieuwd. Rond 1845 kreeg de omgeving een metamorfose in landschapsstijl en in 1868 werd het huis vanaf de eerste verdieping gesloopt en heropgebouwd. Het pas getrouwde echtpaar Alexander baron van Rhemen tot Rhemenshuizen (1839-1877) en C.C. van Leembruggen (-1921) trok in het vernieuwde huis. Later werd het koetshuis vervangen en kwamen er nog een schuur, oranjerie en twee dienstwoningen bij. Alexanders vrouw bleef er tot aan haar dood wonen, waarna het werd verkocht. De laatste telg van het geslacht Van Rhemen werd in de toren geboren.